# Новосёловка (Гайсинский район)
Новосёловка (укр. Новоселівка) — село на Украине, находится в Гайсинском районе Винницкой области.
Код КОАТУУ — 0520880609. Население по переписи 2001 года составляет 132 человека. Почтовый индекс — 23744. Телефонный код — 4334. Занимает площадь 0,98 км².

## Интересные факты
- В Новосёловке находится известный на Винничине музей-усадьба братьев-гончаров Якова и Якима (Акима) Герасименко[1][2], чьи изделия расписывала знаменитая народная художница Украины Мария Примаченко.

## Адрес местного совета
23744, Винницкая область, Гайсинский р-н, с. Бубновка, ул. Первомайская, 49а; тел. 66-3-17.